# 大同秀憲
大同 秀憲（だいどう ひでのり、1983年4月7日 - ）は日本の男子ボート選手（ローイング選手）。福井県出身。
福井県立美方高等学校、仙台大学卒。関西電力所属。

## 成績
- 2005年 世界ボート選手権 (岐阜県) 軽量級舵つきフォア6位
- 2006年 全日本選手権競漕大会 舵手つきフォア優勝
- 2007年 全日本選手権競漕大会 舵手つきフォア優勝
- 2009年 世界ボート選手権 (ポズナン) 軽量級舵手無しペア10位
- 2009年 アジアボート選手権 舵手無しフォア優勝
- 2009年 アジアボート選手権 エイト3位
- 2010年 全日本選手権競漕大会 舵手つきフォア2位